# جلایر (اهر)
روستایی به همین نام در نزدیکی ساوه وپشت سد ساوه با اب هوای عالی وجو دارد
جلایر یکی از روستاهای استان آذربایجان شرقی است که در دهستان قشلاق بخش مرکزی شهرستان اهر واقع شده‌است.این روستا ۸۶ نفر جمعیت دارد.